# Commerce (Texas)
Commerce é uma cidade localizada no estado norte-americano do Texas, no Condado de Hunt.

## Demografia
Segundo o censo norte-americano de 2000, a sua população era de 7669 habitantes.
Em 2006, foi estimada uma população de 9419, um aumento de 1750 (22.8%).

## Geografia
De acordo com o United States Census Bureau tem uma área de
16,9 km², dos quais 16,8 km² cobertos por terra e 0,1 km² cobertos por água.

## Localidades na vizinhança
O diagrama seguinte representa as localidades num raio de 24 km ao redor de Commerce.